# Сет Барнз Ніколсон
Сет Барнз Ніколсон (англ. Seth Barnes Nicholson 1891—1963) — американський астроном.

## Біографія
Ніколсон народився і виріс у сільській місцевості Іллінойсу, пізніше навчався в університеті Дрейка, де і захопився астрономією. У 1914 році в Лікській обсерваторії Каліфорнійського університету він спостерігав за недавно виявленим супутником Юпітера, який пізніше отримав назву Пасіфе. При цьому він знайшов інший супутник Юпітера, Сінопе, який отримав тимчасове позначення Юпітер IX. У своїй дисертації в 1915 році Ніколсон обчислив орбіту супутника. У 1916 він виявив астероїд (878) Мілдред.
Подальша професійна діяльність Ніколсона проходила в обсерваторії Маунт-Вільсон, де він виявив наступні супутники Юпітера: у 1938 Лісітея і Карме, в 1951 році Ананке, а також троянський астероїд (1647) Менелай. Крім того, він обчислив орбіти багатьох комет і карликової планети Плутон. Сінопе, Лісітея, Карме і Ананке отримали позначення як «Юпітер IX», «Юпітер X», «Юпітер XI» і «Юпітер XII». У 1975 році Міжнародний астрономічний союз присвоїв супутникам власні імена, при цьому сам Ніколсон висловився проти присвоєння імен.
Своїм головним завданням в обсерваторії Маунт-Вільсон Ніколсон вважав дослідження сонячної активності, при цьому він протягом десятка років становив щорічні доповіді про активність сонячних плям. Спільно з О. Вулфом детально досліджував зв'язки між процесами, що відбуваються на Сонці, і геофізичними явищами. Він брав участь у багатьох експедиціях зі спостереження за сонячними затемненнями, щоб визначити яскравість і температуру сонячної корони.
На початку 1920-х років спільно з Едісоном Петі він проводив перші систематичні дослідження зірок, Місяця і планет за допомогою вакуумної термопари в інфрачервоному спектрі; визначили болометричні величини, температури і кутові розміри холодних зірок, поверхневі температури планет. Вимірювання інфрачервоного випромінювання Місяця і виявили швидке остигання місячної поверхні під час затемнень; виведені з цього температури призвели до правильного припущенням, що поверхня Місяця вкрита тонким шаром пилу, який має теплоізолюючі властивості. Вимірювання температур червоних гігантів дало перші вказівки для визначення діаметрів зірок. У 1922 році спільно з Ч. Сент-Джоном виконав одне з перших досліджень атмосфери Венери за спектрограмами з високою дисперсією. Вперше було показано, що в атмосфері Венери практично відсутні кисень і водяна пара.
З 1943 по 1955 рік він працював редактором видання та віце-президентом Тихоокеанського астрономічного товариства. Член Національної академії наук США. У 1963 році за свої заслуги був нагороджений медаллю Брюс. На його честь названі астероїд 1831 Ніколсон, кратери на Місяці і Марсі, регіон на Ганімеді.